# Jahara Hamid
Jahara binti Hamid (nascida em 18 de maio de 1951) é uma política malaia que serviu como membro da Assembleia Legislativa do Estado de Penang por Telok Ayer Tawar de 1995 a 2018 e foi também líder da oposição da Assembleia Legislativa do Estado de Penang.